# Fissidens serrato-marginatus
Fissidens serrato-marginatus är en bladmossart som beskrevs av C. Müller 1900. Fissidens serrato-marginatus ingår i släktet fickmossor, och familjen Fissidentaceae. Inga underarter finns listade i Catalogue of Life.